# Porcellio tentaculatus
Porcellio tentaculatus is een pissebed uit de familie Porcellionidae. De wetenschappelijke naam van de soort is voor het eerst geldig gepubliceerd in 1982 door Natividade-Vieira.